# Belonogaster rothkirchi
Belonogaster rothkirchi är en getingart som beskrevs av Schulthess 1914. Belonogaster rothkirchi ingår i släktet Belonogaster och familjen getingar. Inga underarter finns listade.